# (6652) 1991 SJ1
(6652) 1991 SJ1 (1991 SJ1, 1993 CQ1) — астероїд головного поясу, відкритий 16 вересня 1991 року.
Тіссеранів параметр щодо Юпітера — 3,329.